# Sense (district)
Het district Sense (Frans: District de la Singine, Duits: Sensedistrikt) is een van de zeven districten in het kanton Fribourg en het enige volledig Duitstalige district in Fribourg.
Tot het district behoren 17 gemeenten:
| Gemeentenaam     | Inwoners (01.01.2003) | Oppervlakte (km²) |
| ---------------- | --------------------- | ----------------- |
| Alterswil        | 1877                  | 16,10             |
| Bösingen         | 3138                  | 14,32             |
| Brünisried       | 558                   | 3,24              |
| Düdingen         | 6965                  | 30,82             |
| Giffers          | 1449                  | 5,22              |
| Heitenried       | 1139                  | 9,04              |
| Plaffeien        | 3594                  | 66,53             |
| Plasselb         | 994                   | 18,11             |
| Rechthalten      | 1045                  | 7,30              |
| Schmitten        | 3361                  | 13,55             |
| Sankt Antoni     | 1896                  | 16,86             |
| Sankt Silvester  | 953                   | 7,10              |
| Sankt Ursen      | 1200                  | 15,73             |
| Tafers           | 2666                  | 8,37              |
| Tentlingen       | 1167                  | 3,69              |
| Ueberstorf       | 2155                  | 16,13             |
| Wünnewil-Flamatt | 5003                  | 13,21             |

Broye · Glâne · Gruyère/Greyerz · Sarine/Saane · See/Lac · Sense/Singine · Veveyse/Vivisbach